# Zatoka Marii Proncziszczewej
Zatoka Marii Proncziszczewej (ros. Бухта Марии Прончищевой) – zatoka Morza Łaptiewów o długości 60 km i szerokości 4 km, na wschodnich brzegach półwyspu Tajmyr. Nazwana na cześć pierwszej kobiety biorącej udział w rosyjskich ekspedycjach polarnych, Marii Proncziszczewej.
Dużą część zatoki obejmuje Tajmyrski Rezerwat Biosfery.